# Les Acharniens
Les Acharniens (en grec ancien : Ἀχαρνῆς) est une comédie grecque antique d'Aristophane, représentée sous le nom de Callistratos en 425 av. J.-C. aux Lénéennes d'Athènes, où elle obtint le premier prix.
Un Acharnien est par définition un habitant du dème d'Acharnes.

## Sujet
Troisième comédie écrite par Aristophane après les Détaliens et les Babyloniens, les Acharniens sont un plaidoyer en faveur de la paix. En effet, la pièce prend place dans la septième année de la guerre du Péloponnèse, qui oppose Athènes et ses alliés de la ligue de Délos à Sparte et sa ligue du Péloponnèse. Athènes est à la recherche de nouveaux soutiens.
Aristophane défend la paix en montrant d'abord que la guerre est absurde : selon lui, elle aurait été déclenchée par Périclès pour protéger les intérêts de sa concubine Aspasie. Ensuite, il décrit ses effets : la ruine pour le peuple, la richesse pour quelques profiteurs. Enfin, il affirme que tous les braves gens désirent une trêve, et que seuls les hommes politiques et les militaires y sont opposés. Le démagogue Cléon, l'une des têtes de Turc d'Aristophane, est encore une fois vigoureusement attaqué.

## Le comique de la pièce
Aristophane met en scène un brave citoyen, Dicéopolis (« cité juste », « Justinet » dans  la traduction de Victor-Henri Debidour) qui, face à ce constat d'échec, décide de conclure une trêve privée. Informés de sa trahison, les paysans d'Acharnes assaillent la demeure du héros, qui célèbre les Dionysies champêtres. Acharnes est un dème de l'Attique, occupé au début de la guerre par les troupes spartiates menées par le roi Archidamos. Les Acharniens sont donc d'ardents partisans de la guerre « pour l'amour de [leurs] champs » (v. 228).
Acharnes est une terre riche, mais Aristophane caricature ses habitants en en faisant des charbonniers. Ceci lui permet de pasticher une scène du Télèphe d'Euripide. Dans cette tragédie, Télèphe, roi mythique de Mysie et combattant du camp troyen dans la guerre de Troie, est frappé par la lance d'Achille, qui seule peut guérir les blessures qu'elle cause. Il s'introduit donc, déguisé en mendiant, dans le camp grec. Démasqué, il n'obtient son salut qu'en prenant en otage le jeune Oreste. Dans les Acharniens, c'est un sac de charbon que Dicéopolis prend en otage.
Dicéopolis est également opposé à des sycophantes (dénonciateurs professionnels), qui entendent dénoncer son marché privé. En effet, il rompt là l'embargo décrété par Athènes sur la cité de Mégare au début de la guerre.

## Résumé
- Prologue (v. 1-203) : l'Assemblée d'Athènes délibère. Les démagogues présentent au peuple de faux ambassadeurs étrangers perses et thraces, lui faisant ainsi miroiter des secours. Dicéopolis ne se laisse pas berner, mais ne parvient pas à se faire entendre. Il charge donc un certain Amphithéos de conclure une trêve privée avec les Spartiates en son nom. Sur le chemin du retour, Amphithéos rencontre les charbonniers d'Acharnes furieux de son initiative qui se lancent à sa poursuite.
- Parodos et joute (v. 204-627) : alors qu'il célèbre les Dionysies champêtres, Dicéopolis est assailli par les Acharniens. Il tente de leur expliquer la motivation de son acte en affirmant que les Spartiates ne sont pas la seule cause de leurs malheurs actuels (v. 280). Pour échapper à la vindicte des charbonniers, il prend en otage un de leurs sacs de charbon. Alors seulement ceux-ci se résignent à l'écouter. Dicéopolis se rend chez le poète Euripide pour lui emprunter un costume de scène (les haillons du mendiant Télèphe) afin d'apitoyer le chœur avec ce déguisement (v. 407-479). Il plaide sa cause auprès des Acharniens, se lance dans une joute oratoire avec son opposant le général Lamachos (« Labataille », trad. Debidour) qui annonce son départ imminent pour la guerre (v. 572-622) et convainc la foule.
- Parabase : Par l'entremise du Coryphée, Aristophane rappelle aux spectateurs que ses pièces, en démontant les arguments des démagogues et en « enseignant ce qui est juste », se sont toujours révélées bénéfiques pour le peuple. Le chœur, pour sa part, réclame plus d'égards pour les vieillards de la cité.
- Épisodes et triomphe : Dicéopolis ouvre un marché privé, ouvert à toutes les marchandises. Un Mégarien tente de vendre ses petites filles, prétendant qu'il s'agit de truies, tandis qu'un Béotien propose des anguilles du lac Copaïs. Le chœur acclame Dicéopolis alors que Lamachos rentre blessé de la guerre.

## Éditions
- Aristophane, Comédies, traduites du grec par M. Artaud, 2e édition, Paris, Lefèvre-Charpentier, 1841.
- Aristophane (trad. Hilaire van Daele, Texte établi par Victor Coulon), Les Acharniens - Les Cavaliers - Les Nuées, t. I, Paris, Les Belles Lettres, 1964 (huitième tirage revu et corrigé) (1re éd. 1923).
- Les Acharniens d'Aristophane. Traduction et commentaire, Anne de Cremoux Presses Universitaires du Septentrion, 2008.